# Břetislav Kocur
Břetislav Kocur (* 19. září 1975) je bývalý český fotbalista.

## Fotbalová kariéra
V české lize hrál za FC Vítkovice. V české lize nastoupil v 1 utkání. Dále hrál v letech 1996-2005 ve druhé lize za FK Fotbal Třinec.

## Ligová bilance
| Ročník                          | Zápasy | Góly | Klub         |
| ------------------------------- | ------ | ---- | ------------ |
| 1. česká fotbalová liga 1993/94 | 1      | 0    | FC Vítkovice |
| CELKEM                          | 1      | 0    |              |